# Броненосни крайцери тип „Дюпле“
Дюпле (на френски: Dupleix) са тип броненосни крайцери на ВМС на Франция от края на XIX век. Те са по-малка и по-евтина версия на броненосния крайцер „Жана д’Арк“. Всичко от проекта са построени 3 единици: „Дюпле“ (на френски: Dupleix), „Десо“ (на френски: Desaix) и „Клебер“ (на френски: Kleber). Проектът получава развитие в броненосните крайцери тип „Монкалм“

## История на проекта
Построявайки своя пръв голям броненосен крайцер „Жана д’Арк“, французите, оценивявайки достоинствата на проекта, залагат серия усъвършенствани кораби от типа „Гюдон“. Обаче, тези броненосни крайцери, при всичките си достоинства, са доста скъпи за построяване и експлоатация. Френският флот традиционно предпочита да строи голям брой крайцери с ограничена водоизместимост, считайки, че в рейдерската война против основния си противник – Великобритания – количеството е по-важно от качеството.
През 1897 г., известният военноморски инженер Емил Бертен – един от последователите на доктрината „jeune ecole“, и привърженик на бързоходните, леко защитени кораби с много мощно въоръжение – разработва проект за броненосен крайцер с неголеми размери и стойност. Подобни крайцери могат да играят при големите кораби от типа „Гюдон“ същата роля, която френските бронепалубни крайцери от 2-ри и 3-ти ранг играят спрямо първоранговите кораби. На крайцерите от новия проект се възлагат както традиционните за френския флот рейдерски операции, така и осъществяването на разузнаване при линейния флот.

## Представители на проекта
| Име      | заложен на       | спуснат на вода      | влязъл в строй |
| -------- | ---------------- | -------------------- | -------------- |
| „Дюпле“  | февруари 1898 г. | 28 април 1900 г.     | 1903 г.        |
| „Десо“   | ноември 1897 г.  | 21 март 1901 г.      | 1904 г.        |
| „Клебер“ | април 1898 г.    | 20 септември 1902 г. | 1904 г.        |

## Конструкция
Крайцерите от типа „Дюпле“ представляват съществено намалена по размери версия на големия броненосен крайцер „Жана д’Арк“. Тяхната пълна водоизместимост е с четвърт по-малка, отколкото на оригиналния кораб, и съставлява около 7500 тона. Дължината им съставлява 132,4 метра, ширината 17,8 метра, газенето 7,42 метра.
Както и всички последващи броненосни крайцери на Франция, корабите от типа „Дюпле“ имеат слабо наклоненен форщевен с неголям таран, висок надводен борд и гладки палуби. Тяхната отличителна особеност се явява много дългият полубак, проточен на почти цялата дължина на корпуса, завършвайки зад кърмовата кула. В предната част на корпуса има правоъгълна надстройка, служеща като опора за големия мостик и носовата мачта; за разлика от другите френски броненосни крайцери, крайцерите от типа „Дюпле“ носят само леки сигнални мачти с открити марсове. Корабите имат четири комина, групирани на две групи по два. В кърмовата част също има неголяма надстройка.

### Въоръжение
Основното въоръжение на крайцерите от типа „Дюпле“ се състои от осем 164-мм/45 оръдия образец 1893 година. За първи път на френски броненосен крайцер са използвани двуоръдейни кули. Оръдията са разположени по ромбичната схема: 8×164 mm оръдия са в четири двуоръдейни кули (на носа, кърмата и две по бордовете). Двете централни кули са разположени на горната палуба, носовата и кърмовата са поставени по-горе, на палубата на полубака. Подобно разположение на оръдията, на теория, осигурява на крайцерите възможност да се насочат по шест 163-мм оръдия във всяка точка на хоризонта. Обаче, поради недостатъчния завал на борда в горната част, ретирадния и огъня в преследване за централните кули е затруднен.
Това въоръжение се допълва от четири 100-мм 45-калибрени скорострелни оръдия, поставени на полубака в каземати, по две на всеки борд. За защита от миноносците на противника, крайцерите от типа „Дюпле“ носят десет 47-мм оръдия Хочкис и четири револверни петстволни 37-мм оръдия Хочкис. Подводното въоръжение се състои от два 450-мм торпедни апарата, разположени в центъра на корпуса и стрелящи перпендикулярно на курса.

### Брониране
Независимо от неголемите си размери, крайцерите от типа „Дюпле“ носят пълен брониран пояс по водолинията, вървящ от форщевена и до траверсната преграда на кърмата. Поясът е направен от стомана, закалена по метода на американския инженер Харви; неговата дебелина в центъра на корпуса съставлява 102 милиметра, по краищата той изтънява до 84 милиметра, и към долния ръб намалява до 38 милиметра. Височината на пояса съставлява 3,3 метра, от които 1,2 се намират под водата. В носовата част, надводната част на пояса се извисява до 2,4 метра.
Бронираната палуба има изпъкнала форма, и се опира на долния край на броневия пояс. Нейната дебелина варира от 70 милиметра в центъра, и до 50 милиметра в краищата. Между палубата и пояса на крайцерите, бордът е разделен на множество неголеми водонепроницаеми отсека, призвани да минимизират наводняването при пробиването на пояса.
Кулите на крайцерите от типа „Дюпле“ са защитени от 160 милиметровата дебелина на броневите плочи. Основите на кулите са защитени от 120 милиметрова броня, а ходовете на елеваторите за подаване на боеприпаси са защитени от 40 милиметрови плочи. 100-милиметровите скорострелни оръдия стоят открито без бронева защита.

### Силова установка
Крайцерите от типа „Дюпле“ са тривали. В движение се привеждат от три трицилиндрови вертикални парни машини с тройно разширение. При това, крайцерите „Десо“ и „Клебер“ са снабдени с двадесет и четири котела „Белвил“, а „Дюпле“ – с двадесет котела „Никлос“, което им позволява да развиват мощност до 17500 к.с. Скоростта на мерната миля съставя 20,7 – 21 възела. Запасът въглища е достатъчен за 12 800 километра на 10-възлов икономичен ход. Запасът гориво е от 1180 t въглища.

## История на службата
- „Дюпле“ служи в Далечния изток от 1910 г. и в Средиземноморието през Първата световна война. Предаден е за скрап през 1922 година.
- „Десо“ служи в Средиземноморието през Първата световна война, а след това в Далечния изток. Предаден е за скрап през 1927 година.
- „Клебер“ служи в Средиземноморието през Първата световна война. Потъва на 27 юни 1917 г., след като се натъква на мина заложена от немската подводница UC-61. 42 души от екипажа загиват.

## Оценка на проекта
Както и много други „по-евтини“ кораби, крайцерите от типа „Дюпле“ се смятат за не много успешни. Опитът да се получи по-евтин кораб, с по-малки размери, при запазване на такива изисквания, като мореходност, скорост и защитеност, неминуемо води до отслабване на въоръженията. Малките броненосни крайцери от типа „Дюпле“ имат бордов залп само от шест 163-мм и две 100-мм скорострелни оръдия; а тежки оръдия, способни да пробиват броня, тези крайцери въобще нямат.
Подобна слабост във въоръжението не позволява на крайцерите от типа „Дюпле“ да встъпват на равно в бой с първоранговите британски бронепалубни крайцери – имащи на въоръжение тежки 234-мм оръдия – и не им позволява да се сражават с неприятелските броненосни крайцери, например, от германския или италианския флот. Въпреки това, тяхната бронева защита прави крайцерите от типа „Дюпле“ опасен противник за бронепалубните крайцери от 2 и 3 ранг.
Като следствие, корабите от типа „Дюпле“ не са много подходящи за самостоятелни рейдерских операции; оптималната ниша за тях е нишата на разузнавачите при линейния флот, които са способни да разкъсват завесата от неприятелските бронепалубни крайцери и да пресичат опитите за разузнаване от тяхна страна. Френският флот счита тези кораби за неудачни, и повече не се връща към идеята за „малкия“ броненосен крайцер.